# Isomérase
En biochimie, une isomérase est une enzyme qui catalyse les changements au sein d'une molécule, souvent par réarrangement des groupements fonctionnels et conversion de la molécule en l'un de ses isomères. Les isomérases catalysent des réactions du type :
A → B
où B est un isomère de A.

## Nomenclature
Le nom des isomérases est de la forme « substrat isomérase » (par exemple, énoyl coA isomérase), ou « substrat type d'isomérase » (par exemple, phosphoglucomutase).

## Classification
Les isomérases sont regroupées dans la classe EC 5 dans la nomenclature EC. Elles sont ensuite réparties dans six sous-classes :
- EC 5.1 qui regroupe les enzymes qui catalysent des réactions de racémisation (racémases) et d'épimerisation (épimérases)
- EC 5.2 qui regroupe les enzymes qui catalysent les réactions d'isomérisation cis-trans (cis-trans isomérases)
- EC 5.3 qui regroupe les oxydo-réductases intramoléculaires
- EC 5.4 qui regroupe les transférases intramoléculaire (mutases)
- EC 5.5 qui regroupe les lyases intramoleculaires
- EC 5.99 qui regroupe les autres isomérases (notamment les topoisomérases)